# Glenn Romney
Glenn Romney (20 september 1976) is een Nederlandse honkballer.
Romney speelt buitenvelder, gooit en slaat linkshandig. Hij speelt sinds 1995 in de hoofdklasse Quick uit Amersfoort, HCAW uit Bussum en Pioniers uit Hoofddorp. Romney werd in 1997 opgenomen in de selectie van het Nederlands honkbalteam en nam deel aan het World Port Tournament en het Europees Kampioenschap van dat jaar. Een jaar later kwam hij uit namens Oranje tijdens de Haarlemse Honkbalweek en de wereldkampioenschappen. Ook in 1999 speelde hij nog voor het team maar ging dat jaar na een conflict met de toenmalige bondscoach Jan Dick Leurs uit de selectie. Pas in 2003 keerde hij weer terug in Oranje en kwam tijdens het wereldkampioenschap in Cuba in drie wedstrijden uit. In dat jaar werd hij ook door de KNBSB uitgeroepen tot beste slagman van de Nederlandse competitie. In 2004 speelde hij met Oranje nog als aangewezen slagman tijdens een wedstrijd in de Haarlemse Honkbalweek. Hierna viel hij af voor de Olympische selectie en is daarna niet meer voor Oranje opgeroepen.